# Kristen Babb-Sprague
Kristen Elizabeth Babb-Sprague (Walnut Creek, 29 de julio de 1968) es una deportista estadounidense que compitió en natación sincronizada.
Participó en los Juegos Olímpicos de Barcelona 1992, obteniendo una medalla de oro en la prueba solo. Ganó tres medallas en el Campeonato Mundial de Natación, en los años 1986 y 1991.

## Palmarés internacional
| Juegos Olímpicos   | Juegos Olímpicos   | Juegos Olímpicos | Juegos Olímpicos |
| Año                | Lugar              | Medalla          | Prueba           |
| ------------------ | ------------------ | ---------------- | ---------------- |
| 1992               | Barcelona (España) | Medalla de oro   | Solo             |
| Campeonato Mundial |                    |                  |                  |
| Año                | Lugar              | Medalla          | Prueba           |
| 1986               | Madrid (España)    | Medalla de plata | Equipo           |
| 1991               | Perth (Australia)  | Medalla de oro   | Equipo           |
| 1991               | Perth (Australia)  | Medalla de plata | Solo             |